# 肯尼思·布蘭特
肯尼思·埃伯索爾·布蘭特（英語：Kenneth Ebersole Brandt；1938年11月7日—2016年10月20日），是美國的共和黨政治人物，前賓夕法尼亞州眾議院議員。

## 生平
布蘭特賓夕法尼亞州伊利沙伯鎮出生，在伊利沙伯市地區高中畢業。他擁有A.F.勃蘭特父子渲染公司（He owned A.F. Brandt & Sons Rendering），也出任伊利沙伯鎮地區學校董事會委員。
1973年起，他以共和黨黨籍當選為賓夕法尼亞州眾議院第九十八選區代表議員，直到1990年不再參選。